# Hilary Smart
Pour les articles homonymes, voir Smart (homonymie).
Hilary Smart est un skipper américain né le 29 juillet 1925 à New York et mort le 8 janvier 2000 à Weston.

## Carrière
Hilary Smart est sacré champion olympique de voile en Star aux Jeux olympiques d'été de 1948 de Londres

## Famille
Il est le fils du skipper Paul Smart.